# TBC 연기대상
TBC 연기대상(영어: TBC Drama Awards)은  한 해 동안 TBC 드라마에서 연기를 한 연기자들에게 상을 수여하는 시상식으로, 1970년부터 1979년까지 12월 말에 개최하였다. TBC 전속 탤런트들을 대상으로 시상을 했는데, 1970년과 1979년에는 대상을 시상했지만, 이외의 해는 대상을 시상하지 않았고 남녀주연상과 최우수 남여 연기상이 대상을 대체했다. 1980년 언론 통폐합 조치로 동양방송이 폐국됨에 따라 1979년을 끝으로 개최되지 않았다.

## 역대 대상 수상자
1970년, 1979년에는 대상을 시상했지만, 1971년부터 1978년까지는 주연상과 최우수연기상이 최고 상이었다.

### 1970년
| 연도   | 부문 | 수상자                             | 출연작 | 출처 |
| ------ | ---- | ---------------------------------- | ------ | ---- |
| 1970년 | 대상 | 이순재 김성원 여운계 김희준 사미자 | 아씨   |      |

### 1971년 ~ 1978년
| 연도   | 부문             | 수상자        | 출연작                                | 출처 |
| ------ | ---------------- | ------------- | ------------------------------------- | ---- |
| 1971년 | 주연상           | 김순철 안은숙 |                                       |      |
| 1972년 | 주연상           | 김성원 김민자 | 여보 정선달 생명                      |      |
| 1973년 | 주연상           | 김성원 고은아 | 여보 정선달 달래, 연화                |      |
| 1974년 | 주연상           | 이순재 안인숙 | 연화, 사나이들 데릴사위, 꽃네, 윤지경 |      |
| 1975년 | 최우수연기상     | 정해창 사미자 |                                       |      |
| 1976년 | 최우수연기상     | 한진희 허진   |                                       |      |
| 1977년 | 최우수연기상     | 김세윤 홍세미 |                                       |      |
| 1978년 | 최우수주연연기상 | 이낙훈 장미희 | 추적 어머니의 강                      |      |

### 1979년
| 연도   | 부문 | 수상자 | 출연작                    | 출처 |
| ------ | ---- | ------ | ------------------------- | ---- |
| 1979년 | 대상 | 강부자 | 야 곰례야, 부부, 대춘향전 |      |